# Вульсини
Вульсини (итал. Vulsini) — вулканический комплекс, расположенный в регионе Лацио в 87 км к северо-западу от Рима, Италия. Не проявляет активности.
Занимает площадь 2200 км². Плоский щитовидный вулкан сформировался в период 300 000—160 000 лет назад в результате взрывного извержения и обильного выхода лав на поверхность, осложнен кальдерой Больсена овальной формы, диаметром 11 на 17 км. Состоит из туфовых конусов, кратеров, некоторые из которых заполнены водой, подобно озеру Больсена.
Развитие вулкана состояло из четырех фаз. Во время первой (в раннем плейстоцене) образовался вулканический щит. Вторая фаза началась взрывами и выбросами больших масс игнимбритов, что привело к обрушениям и возникновению кальдеры. Во время третьей фазы произошли излияния трахиандезитов и трахибазальтов. Лавы их покрыли территорию 70 км². Во время четвертой фазы в западной части вулкана образовались побочные пирокластовые конусы и вторичные кальдеры.
Около 5 вулканических объектов вблизи кратера Латера имели плинианский тип извержения в конце плейстоцена. Последняя вулканическая активность происходила в местности Питильяно образованием пемз и туфов, которое было связано с вулканической деятельностью кальдеры Вепе, образованной 166 тыс. лет назад. Вулканическая деятельность характеризовалось возникновением шлаковых конусов и обильным выделением лавовых потоков. Исследование геологами вулканического материала местных карьеров показало, что извержения носили также и стромболианский тип извержения.
Вулканическая активность Вульсини, происходившая возле озера Больсена, породила легенды о местном боге огня Вольта. Последнее зафиксированное извержение датируется 104 г. до н. э. древнеримскими источниками, но геологический анализ пород не подтверждает это.